# Shanxi Luan Mining Group
Shanxi Luan Mining Group Company Limited (山西潞安矿业) — китайская государственная угледобывающая и энергетическая компания, входит в число крупнейших компаний страны и мира. Основана в 1957 году, штаб-квартира расположена в городе Чанчжи.
Крупнейшим активом группы является компания Shanxi Luan Environmental Energy Development, которая поставляет уголь теплоэлектростанциям, металлургическим, химическим, керамическим и стекольным предприятиям. Акции Shanxi Luan Environmental Energy котируются на Шанхайской фондовой бирже. Другие подразделения Shanxi Luan Mining Group занимаются добычей и переработкой шахтного метана, геологоразведкой, строительными работами и финансовыми услугами, производят химическую продукцию, очистное оборудование, а также пионовое масло и настойку.

## История
Основана в 1957 году в городе Чанчжи, в 2000 году преобразована в акционерную компанию, став одной из пяти крупнейших угольных компаний провинции Шаньси (наряду с Datong Coal Mine Group, Shanxi Coking Coal Group, Yangquan Coal Industry Group и Jincheng Anthracite Mining Group). В 2016 году Shanxi Luan добыла 74,3 млн тонн угля (шестое место среди компаний Китая), её выручка составила 161,64 млрд юаней (23,62 млрд долл.), а прибыль — 210 млн юаней. 
По состоянию на 2020 год выручка Shanxi Luan Mining Group составляла почти 26,1 млрд долл., прибыль — 105 млн долл., активы — 35,8 млрд долл., рыночная стоимость — 4,9 млрд долл., в компании работало 106,2 тыс. сотрудников.